# Исламизам у Босни и Херцеговини
Исламизам у Босни и Херцеговини у савременом смислу ријечи је присутан од времена распада Југославије. По својој дефиницији, исламски тероризам је намјенска употреба незаконитог физичког и духовног насиља чији је циљ остварење политичких, идеолошких и вјерских циљева радикалних муслимана. Према оцјени Европола (Агенција за обезбјеђење Европске заједнице), исламски тероризам је највећа пријетња за већину земаља Европске уније.

## Историја до 1991.
Радикални ислам у модерном смислу ријечи своје коријене на подручју бивше Југославије вуче из времена пропасти Османског царства када у појединим муслиманским круговима долази до отпора било каквим промјенама. Расположење муслиманског становништва које је имало повлашћен положај у Османском царству је било негативно према било каквим промјенама које би довеле до смјене Османског царства и увођења модерног и равноправног и слободног друштвеног уређења. Само Османско царство је било предмет великог броја критика током читавог 18. вијека од стране великих сила попут Велике Британије, Русије, Француске и других. Критике су се посебно односиле на обесправљени положај хришћана у Османском царству. Османско царство је тек Париским миром 1856. признало равноправност муслимана и хришћана.

### Хаџи Лојин терор
Тако су на основу критика о обесправљеном положају хришћана пред сам крај владавине Османског царства Срби у Сарајеву први пут од пада под Османску власт добили од султана дозволу за обнову и изградњу цркве. До тада је у Сарајеву постојала само Стара црква. Саборна црква у Сарајеву је грађена у периоду од 1863. до 1871, а посвећење храма је заказано на Малу Госпојину 1871. године. У мају 1871. године је у Саборну цркву са 40 присталица ујахао Хаџи Лојо вичући да „власи никада без мртвих глава неће посветити цркве и у њој зазвонити“. Терор је над хришћанима, односно Србима спровођен све вријеме изградње саборног храма. Тек након већег броја посредовања конзула Руског царства, а посебно након посредовања Русије у прољеће 1872, султан Абдул Азиз је из Једрена у Сарајево послао Хамди-пашу са 1.200 војника како би могао да обезбиједи освештење Саборне цркве. Освештењу храма уз велико обезбјеђење су присуствовали сви конзули страних држава који су за овај догађај стигли из Београда, а султанов изасланик са својих 1.200 војника за обезбјеђење свечаности је напустио Сарајево два дана касније.

### Југославија
Вријеме постојања Краљевине Југославије је пропраћено оснивањем радикалних исламских организација од којих је најпознатија панисламистичка организација Млади муслимани.

#### Млади муслимани
Млади муслимани су основани 1939. године пред Други свјетски рат. Ова панисламистичка организација је током Другог свјетског рата била повезана са јерусалимским муфтијом Амином ел Хусеином који је био оснивач квислиншке СС Ханџар дивизије. Један од активиста Ханџар дивизије је био и Алија Изетбеговић који је седамдесетих постао вођа Младих муслимана и аутор Исламске декларације. Након ослобођења Југославије, ослободилачке власти хапсе и изводе на суђење припаднике Младих муслимана. У већем броју акција власти ликвидирају 13 вођа организације Млади муслимани. Алија Изетбеговић је ухапшен 1946. и осуђен на три године затвора, а хапшења осталих припадника трају током периода од 1945, па до 1949. године. Млади муслимани 20. и 21. фебруара у Сарајеву одржавају велики пленум Младомуслиманског Покрета након чега југословенске власти од 1. до 12. августа 1949. у Сарајеву организују суђење припадницима организације. Током процеса Младим муслиманима 1949. власти су ликвидирале седам вођа ове панисламистичке организације. Исламска вјерска заједница на свом вакуфском сабору 14. августа у Сарајеву доноси резолуцију у којој се каже:
| „                            | У посљедње вријеме, под плаштом тобожње вјерске занесености, поново је покушала да дјелује непријатељска организација „Младих муслимана“, која је своје илегалне групице организовала, радила на обарању народне власти и спремала терористичке нападе ради остварења својих одвратних и издајничких циљева. Панисламизам, парола с којом су наступали „Млади муслимани“ за вријеме окупације а и данас, јесте парола империјализма с којом империјалисти наступају свуда гдје хоће да ломе ослободилачке покрете народа у исламским државама или гдје разбијају јединство и слогу муслимана који живе у сретној заједници са браћом осталих вјероисповијести. | ” |
| — Исламска вјерска заједница | |   |

Млади муслимани 1970. године илегално штампају Исламску декларацију аутора Алије Изетбеговића. Након повратка једног дијела вођа Младих муслимана из Исламске Републике Иран, југословенске власти 1983. покрећу судски процес (Сарајевски процес 1983) против ове групе панисламиста и исламских фундаменталиста у којој су припадници са Алијом Изетбеговићем као вођом осуђени за покушај разбијања Југославије, непријатељску пропаганду, стварања Исламске Републике Босне, штампања и растурање Исламске декларације итд. Група 14 Младомуслимана је прво осуђена на укупно 89, а након тога укупна казна је смањена на 48 година затвора. Млади муслимани су поново проглашени за терористичку организацију.
Након изласка из затвора, припадници организације Млади муслимани 1989. оснивају Муслиманску странку у Југославији (МСУЈ) која је била активна врло кратко, а 26. маја 1990. оснивају Странку демократске акције са Алијом Изетбеговићем на челу.

#### Алија Изетбеговић
Алија Изетбеговић је током Другог свјетског рата био члан панисламистичке организације Млади муслимани и присталица СС Ханџар дивизије. Након оснивања СС Ханџар дивизије, Алија Изетбеговић је радио на регрутацији нових припадника Ханџар дивизије. При крају Другог свјетског рата југословенске власти га хапсе 1. марта 1946. године и осуђују на три године затвора због учешћа и припадности панисламистичкој организацији Млади муслимани као и ради оснивања исламског журнала „Муџахид“ (Муџахедин). Године 1970. издаје Исламску декларацију за шта му је између осталог суђено 1983. током Сарајевског процеса. Као главнооптужени, Алија Изетбеговић је осуђен на 14 година затвора. Казну је служио нешто више од 5 година од 1983. до 1988. Крајем 1988. је пуштен из затвора након чега на позив Адила Зулфикарпашића одлази у Цирих, а након тога оснива Муслиманску странку у Југославији (МСУЈ) која је била активна врло кратко. На дан 26. мај 1990. Алија Изетбеговић заједно са другим припадницима Младих муслимана оснива Странку демократске акције. Исте године је у Сарајеву 14. децембра 1991. одржана обновитељска скупштина Младих муслимана.

## Међународни исламски терористи
Закир Рехман Лахви, Абу Абдел Азиз, Ал Харби Теуфик, Имад ал-Хусеин (Абу Хамза).

### Муџахедини

#### Историја
Муџахедини су у модерном смислу ријечи настали током рата у Авганистану (1979—1989) када као посљедица Хладног рата долази до конфронтације интереса Совјетског Савеза и Сједињених Америчких Држава која се испољила у подршци двије супротстављене фракције. У пропагандном рату САД је совјетску подршку промарксистичком режиму у Авганистану прогласила за борбу против ислама. Ова оптужба је довела на фокусирања муслиманске јавности на рат у Авганистану, као и конфронтације на вјерском нивоу. На овај начин је рат који је имао политичку основу представљен као вјерски сукоб који је окупио исламисте из разних земаља и удружио их у исламски свети рат (џихад). Између осталих исламиста, САД је подржавала и учешће Осаме бин Ладена и Талибана у борби против Совјетског Савеза. Након повлачења Совјетског Савеза 1989, рат се наставио између локалних фракција све до марта 1992. када на власт долазе Талибани и уводе Шеријатски закон, те на тај начин успостављају исламско друштвено уређење као супротност модерном демократском и секуларном друштвеном уређењу. Бин Ладенова терористичка група Ал Каида је била савезник талибана. Исламски ратници, односно муџахедини су током рата у Авганистану постали искусни и организовани у међународне исламске организације око којих су окупљани.
Након Авганистана муџахедини се на позив својих вођа у љето 1992. премјештају у Федерацију БиХ да би наставили исламски свети рат (џихад). Главнина муџахедина је потицала из Саудијске Арабије, Јемена, Алжира, Египта, Пакистана, затим у мањем броју Туниса, Ирака, Либана, Либије, Палестине и нешто из Јордана и Индонезије. Један број муџахедина су чинили Муслимани (касније Бошњаци).

#### Селафизам и панисламизам
Филозофија исламских ратника је базирана на идеји да су сви муслимани браћа, да је сваки сукоб у коме учествују муслимани вјерски сукоб и да други муслимани треба да помогну својој браћи у том сукобу. Циљ међународног исламистичког покрета је успостављање исламског уређења путем исламског светог рата (џихада) који спроводе Алахови свети ратници (муџахедини). По мишљењу америчког стручњака за исламски тероризам Џона П. Шиндлера, веза између муслиманског политичког и вјерског вођства у Сарајеву и међународног исламског тероризма оличеног у Ал Акиди и муџахединима почива на исламском вјерском учењу салафизма. Селафизам као вид радикалног или изворног исламског учења је у смислу модерног покрета настао у Египту средином 19. вијека, а путем веза између покрета локалних (Млади муслимани) и египатских исламиста је пренесен међу муслимане на простору бивше Југославије. Салафизам као исламско учење је врло близак вехабизму, иако се позивају на исте принципе изворног тумачења Курана (враћање изворном исламу), ове двије групе се дистанцирају једни од других. Једна од већих организација која представља ово учење је Муслиманско братство чији слоган гласи „Куран је наш устав“. Селафизам се противи свакој иновацији и забрањује теолошку дискусију позивајући се да оно што је написано у Курану не може да се тумачи, него мора да се стриктно прихвати онако како је написано, односно буквално. Селафије се противе сваком националном утицају на тумачење и практиковање ислама и при томе заговарају изворни ислам који треба да се свуда тумачи и практикује једнако. Они испред националних интереса стављају интересе ислама, те су као такви противници арапског национализма који тумаче као идеју која разједињује муслимане. Идејно су поборници панисламизма јер заговарају исламско друштво без нација, односно једну велику исламску државу за све муслимане свијета. Ово је уједно и главна панисламистичка идеја Исламске декларације. Селафије одбацују западни систем вриједности попут идеологије демократије, социјализма и капитализма, затим концепт политичких партија, економије, националних устава и друго, а као супротност западном систему вриједности заговарају исламско уређење и исламски закон (шеријат), који је по њима виши закон у односу на било који други свјетовни или државни закон. Амерички стручњак за исламски тероризам Џон П. Шиндлер сматра да су Младомуслимани од свог оснивања непрестано заговарали исламски свети рат (џихад). Он сматра да су радикални муслимани рат који је почео у априлу 1992. доживљавали као борбу за муслиманску вјеру (џихад), а исти став су имали и лидери Странке демократске акције са Алијом Изетбеговићем на челу. Грегори Р. Копли, уредник америчког часописа „Defense & Foreign Affairs“ је написао да је муслиманска влада Алије Изетбеговића заједно са Странком демократске акције коју је назвао радикалном исламском партијом, од свог оснивања 1990. године уско повезана са Ал Каидом и низом других исламских терористичких организација, као и интелигенцијом Исламске Републике Иран.
| „                                                        | The Islamist-dominated Government of Bosnia & Herzegovina (B-H) is proposing as its new Ambassador to the United States a woman who was one of the founders of the radical Islamist Muslim SDA Party (Party of Democratic Action [Stranka Demokratske Akcije]), which has had, since its foundation, strong links with al-Qaida and a variety of other Islamist terrorist organizations, and to the intelligence and terrorist-training arms of the Iranian Government. | ” |
| — Gregory R. Copley, editor of Defense & Foreign Affairs | |   |

#### Долазак муџахедина
Први муџахедини су у СФРЈ, односно Сарајево стигли у љето 1991. године преко Љубљане. Први вођа арапских муџахедина је био Авганистанац Абу Абд ал Азиз (Abd al-Aziz) који је у јесен 1992. командовао са три стотине муџахедина у Травнику и двије стотине у близини Травника. Осим вођа муџахедина који су били чланови Ал Каиде и поједини обични муџахедини су били дио Ал Каидине мреже.

#### Ел Муџахедин
Најпознатија терористичка организација на подручју Федерације БиХ је Ел Муџахедин одред који је био у саставу АРБиХ. Ова терористичка организација је била састављена од добровољаца из исламских земаља који су себе називали муџахединима.

#### Муџахедини након рата
Одред АРБиХ Ел Муџахедин је званично распуштен почетком 1996. године након што су Сједињене Америчке Државе извршиле притисак на владу Алије Изетбеговића. Генерал АРБиХ и тадашњи заменик министра одбране у Федерацији БиХ Сакиб Махмуљин је након распуштања Ел Муџахедин одреда обезбједио смјештај за 88 муџахединских породица у напуштеном српском селу Бочиња код Маглаја које су снаге АРБиХ етнички очистиле од Срба на почетку рата. Посљедњи командант муџахедина Алжирац Абу Мали је на простору Федерације БиХ боравио до јула 1999, након чега му се губу траг. Његово присуство је је било неприхватљиво за СФОР, који га је прогласио за опасност.

### Ал Каида
Амерички стручњак за исламски тероризам Еван Ф. Колман (Evan F. Kohlmann) сматра да је Ал Каида искористила распад Југославије и рат у БиХ да би у Федерацији БиХ основала инфраструктуру за ширење своје мреже у Европи и напад на САД. Активности Ал Каиде су повезане са већим бројем организација са сједиштем у арапским земљама које су као параван користиле добротворни рад и на тај начин финансирале џихад, исламски тероризам и муџахедине. Ове организације су се између осталог бавиле и издавањем докумената терористима који су учествовали у највећим терористичким нападима широм свијета, а од којих су већина ветерани рата у БиХ. Еван Ф. Колман сматра да је Ал Каида постала глобална исламска терористичка организација када је муслиманска влада Алије Изетбеговића у Бечу издала пасош Осами бин Ладену. Амерички часопис Вол Стрит Журнал је 2001, објавио да су сви главни људи Ал Каиде у периоду од 1991. до 2001. боравили на Балкану, напомињући да је сам Осама бин Ладен на Балкану боравио три пута између 1994. и 1996.
Халид Шеик Мухамед, Мухамед Атеф, Абу Хамза ал Масри, Абу Зубајда, Aјман ал Завахири.

### Алжирска група
Алжирска група је назив за терористичку групу од шест припадника одреда Ел Муџахедин и Ал Каиде који су на захтјев Сједињених Америчких Држава ухапшени у октобру 2001. године. Влада Федерације БиХ је ову групу предала америчким војним снагама 18. јануара 2002, након чега су пребачени у затвор Гвантанамо у коме су петорица боравила до 2008. године, а њихов вођа је и даље затворен. Свих шест припадника ове терористичке групе су Арапи, од којих пет Алжирци и вођа који је из Јемена. САД их је оптужила за припадност међународним терористичким организацијама укључујући Ал Каиду, те планирање напада на америчку амбасаду у Сарајеву. Иако су припадници одреда Ел Муџахедин оптужени за ратне злочине над немуслиманима, власти САД су биле заинтересоване само за њихове терористичке активности које представљају пријетњу америчким интересима. Припадници Алжирске групе су Белкачем Бенсаја (вођа групе), Бумедин Лахдар, Ати Идир Мустафа, Мохамед Нешле, Сабер Лахмар и Боудела Хаџ.

### Исламизација АРБиХ
Од самог почетка рата у БиХ, Армија РБиХ коју је основала Странка демократске акције је била подвргнута исламизацији и радикализацији. Њеним припадницима су хоџе држале вјерске говоре, потицале на џихад и дијељена им је исламска литература, најчешће Изетбеговићева Исламска декларација због које су власти СФРЈ судиле покрету Младих муслимана 1983. У складу са исламским учењем, припадници АРБиХ су називани шехидима (shahid - свједок или мученик у борби (џихад) за исламску вјеру). Муслимански политички врх који су представљали званичници Изетбеговићеве Странке демократске акције су назив шехид у почетку користили само за погинуле војнике, а касније и за све остале који су погинули током рата, чиме су имплицирали да су водили рат за ислам (џихад). Командант специјалне муслиманске јединице Црни лабудови Хасе Тирић је током интервјуа на питање „Да ли се борите за босанску или за муслиманску државу?“, одговорио „У чему је разлика?“.

### Вахабијски покрет
Према мишљењу стручњака за међународни тероризам, највећу пријетњу стабилности у Федерацији БиХ тренутно представља вахабијски покрет. Експертски тим југоисточне Европе за борбу против тероризма и организованог криминала је за подршку и помагање вехабијама оптужио бошњачког политичара Бакира Изетбеговића и Мустафу Церића. У Бугојну су вехабије 27. јуна 2010. године извршиле бомбашки напад. У овом терористичком нападу је погинула једна особа.

## Терористички напади у Федерацији БиХ
Министар унутрашњих послова Федерације БиХ Мехмед Жилић је 25. јуна 1999. године изјавио да је у Федерацији БиХ регистровано 203 случаја тероризма у периоду од 1. јануара 1996. до 24. јуна 1999. године.
- Покушај убиства представника Уједињених нација у Мостару се десио 12. фебруара 1996. године.[23]
- Покушај атентата на римског папу приликом његове посјете Сарајеву 12. априла 1997. године. За постављање веће количине експлозива који је на вријеме открила полиција Федерације БиХ, оптужени су муџахедини.[тражи се извор]
- Напад на америчког војног инструктора 20. октобра 1997. у Зеници.
- Бомбашки напад у западном Мостару се десио у ноћи између 17. и 18. новембра 1997. године. Ову терористичку акцију су извели муџахедини. За злочин су осуђени бивши припадници одреда Ел Муџахедин Али Ахмед Али Хамад, Ахмед Зухаир Хандалае и Небил Али Али Хила (звани Абу Јемен).
- Бомбашки напад у Травнику се десио 31. јула 1998. године, при чему је подметнутом експлозивном направом убијен полицајац повратник Анте Ваљан. За убиство је оптужен вехабијски покрет и уредник исламског часописа „САФФ“.[24]
- Бомбашки напад у Травнику се десио 9. фебруара 1999. године.
- Бомбашки напад у Сарајеву се десио 16. марта 1999. године.
- Убиство породице Анђелић у Костајници код Коњица се десило 24. децембра 2002. Убиство је починио припадних вехабијског покрета Муамер Топаловић због вјерског фанатизма. Терориста је био члан организације „Активна исламска омладина“ и хуманитарне организације „Џемијер ел Фуркан“ из Сарајева, а коју је финансирао Високи Саудијски Комитет.[25]
- Бомбашки напад на Кока-колину фабрику у Хаџићима се десио 30. марта 2003. године. Нападачи су оставили поруку „За Сједињене Америчке Државе од Исламског џихада“.[26]
- У новембру 2005. је спријечен бомбашки напад тако што је ухапшена терористичка група Мирсада Бекташевића.
- Бомбашки напад у Витезу се десио у октобру 2008. године.
- Бомбашки напад у Бугојну се десио 27. јуна 2010. године. У овој терористичкој акцији је убијен Звонко Барбић. За злочин су осуђени Сувад Ђидић и Алмир Ибрахими. Овај терористички напад су извели припадници вехабијског покрета.

## Исламске терористичке организације
Исламске терористичке организације које су активне или су биле активне на простору Федерације БиХ:
- Ел Муџахедин
- Ал Каида
- Исламска терористичка организација: Сарајево – Хамас – Турбе
- Исламски џихад
- Хамас
- Хезболах (Hezbollah). Ова терористичка организација је у новембру 1992. из Либана у Федерацију БиХ послала 50 инструктора за обуку муџахедина. Чланови ове организације су и сами били активни муџахедини на простору Федерације БиХ.[тражи се извор]
- Муслиманска браћа
- Кашмира Лашкар е Таиба[14]
- Браћа у молитви
- Харакат ул Алса
- Џама ал исламија (Al Gama'a Al Islamiya)
- Ал Харамеин Ал Харамејн (Al Haramain)
- Ал Фуркан (Al Furqan)[28]
- Таибах интернешнел (Taibah International)[29]
- Такфир ва Хиџра
- Ал Масџид Ал акса
- Фондација за људска права и слободе и хуманитарну помоћ (IHH)[30]
- Активна исламска омладина[20]
- Беневоленс интернешнел (Benevolence Internationa Foundation - BIF). Ова организација са сједиштем у Илиноису је забрањена 2002. године због помагања терориста.[тражи се извор]
- Босанска идеална футура
- Муслиманска обавјештајна служба (МОС). Ова организација је тајно основана у Бечу 1991. године на препоруку Фатиха ал Хасанеина. Организација је била састављена од функционера СДА који су представљали тврду исламистичку струју.[тражи се извор]
- Third World Relief Agency (TWRA). Ова организација се бавила кријумчарењем оружја.[31] Поред кријумчарења оружја, ова организација је финансирала Изетбеговићеву Странку демократске акције до 1998. године.[17]
- Равасин медија продакшнс (Rawasin Media Productions). Организација повезана са Ал Каидом и хамбуршком исламистичком ћелијом.[32]
- Фонд за помоћ муслиманима у Босни. Ову организацију су основали (TWRA) и руководство СДА, а управни одбор су чинили Фатих ал Хасанеин, Хасан Ченгић, Хусеин Живаљ, Дервиш Ђурђевић и Ирфан Љеваковић. Организација се бавила финансирањем џихада.[тражи се извор]
- Ал Кифах (Al Khifah - у преводу „борба“). Овом организацијом са сједиштем у Бруклину је управљао Омар Абдел Рахман звани „крвави шеик“ (Omar Abdel-Rahman). Омар Абдел Рахман је учествовао у бомбашком нападу на Светски Светски трговински центар, фебруара 1993. и био уско повезан са Aјманом ал Завахиријем. Омар Абдел Рахман је путем ове организације окупљао исламисте из читавог свијета за одлазак у Федеарацију БиХ. Поред њега у овој организацији је био активан и ветеран муџахединског покрета у Авганистану, Клемент Родни Хамптон-Ел (Clement Rodmey Hamilton-El). Клемент Родни Хамптон-Ел је као стручњак за експлозив учествовао у бомбашком нападу на Светски трговински центар 1993. На суђењу 1995. је признао учешће у бомбашком нападу и учешће у џихаду у Федерацији БиХ.[16]
- Међународна исламска организација за помоћ (International Islamic Relef Organisation - IIRO). Ова организација је означена као најзначајнија вјерско-терористичка служба за подршку муџахединима у Федерацији БиХ.[16]
- Америчка радна група за Босну. Ова организација је регистрована као добротворна, а финансирао је Осама бин Ладен. Организација је радила за Странку демократске акције и била активна у лобирању Америчког конгреса и пропагандним кампањама.[16]
- Исламска група и алжирска Оружана исламска група (Groupe Islamique Arme - GIA). Ова организација чији чланови су били муџахедини је чинила највећио дио људства муџахедина који су директн учествовали у рату.[тражи се извор]
- Global relief Fundation
- Al Muwafag
- Hamas Turabe
- Harakat Takfir Wal Hijra
- Bedr-Bosna
- Elbard Bosnia

У свом дјелу Исламистички тероризам на југу Европе, хрватски новинар Домагој Маргетић је објавио листу од 46 организација за чију се повезаност са исламским тероризмом зна. Овај списак је 5. фебруара 2010. на иницијативу замјеника министра безбједности БиХ из реда хрватског народа Мије Крешића предат Савјету безбједности Уједињених народа.

## Исламски терористи
- Осама бин Ладен, бивши вођа организације Ал Каида чији припадници су били директно умјешани у рат у БиХ на страни АРБиХ (Федерације БиХ), односно Муслимана, касније Бошњака. Амбасада РБиХ у Бечу коју се представљали кадрови СДА је Осами бин Ладену издала пасош РБиХ 1993. године.[34][35]
- Aјман ал Завахири (Ayman Al-Zawahiri), је био Бин Ладенов замјеник и члан Ал Каиде. Џевад Галијашевић који је у то вријеме био председник Градског вијећа Маглаја, изјавио је да је Aјман ал Завахири у септембру 1992. обилазио муџахединске кампове на подручју општина Маглај. Египатске власти су овога терористу прогласиле за државног непријатеља број један због повезаности са вођама Ал Каиде. Власти Египта су објавиле и да исти води више хуманитарних организација које служе као параван за организовање муџахедина, док су га државни медији оптужили да често одлази у Сарајево гдје се састаје са муслиманским политичарима и муџахединима.[15][16]
- Ал Мутаза (al-Moataz) је био Бин Ладенов сарадник и ветеран муџахединског покрета у Авганистану. Погинуо је у борбама код Завидовића.[тражи се извор]
- Абу Табит ал Масри (Abu Thabit Al-Masari) је био ветеран муџахединског покрета у Авганистану. Погинуо је у борбама код Завидовића.[тражи се извор]
- Абу Абдалах Лили звани Планински лав (Abu Abdullah Lili) је био ветеран муџахединског покрета у Авганистану. Погинуо је у борбама код Завидовића.[тражи се извор]
- Шејх Махмуд Абу Абдул Азиз ал-Мунтесиб
- Фатех Камел (Fateh Kamel)

## УН борба против тероризма
Савјет безбједности при Уједињеним нацијама је 1999. године донио резолуцију 1267 којом се ово међународно тијело бори против тероризма, у првом реду Талибана и Ал Каиде. Резолуцијом 1267 Савјет безбједности је основао Комитет 1267 и при њему посебно тијело састављено од стручњака за праћење активности терористичких организација. Према извјештају Уједињених нација, односно Комитета 1267 донесеног 24. јануара 2011. године, у Федерацији БиХ постоји седам исламских организација и појединаца који могу бити пријетња миру у свијету.

## УН листа терориста 2011.
На УН листи терористичких организација у вези са Талибанима и Ал Каидом се налазе:

### Међународне терористичке организације
1. Исламска фондација „Ал Харамејн“ са сједиштем у Травнику. Организација је забрањена 28. децембра 2008. године.
2. Исламска организација „Ал Фуркан“ која је регистрована као удружење грађана под називом „Грађанска асоцијација за подршку и превенцију лажи - Фуркан“. Исламској организацији „Ал Фуркан“ је одлуком министарства правосуђа Федерације БиХ забрањен рад 28. децембра 2008. године.
3. Исламска хуманитарна фондација „Ал Харамејн и Ал масџид Ал акса“ која је одлуком министарства правосуђа Федерације БиХ забрањена 28. децембра 2008. године. Просторије ове организације је преузела фондација „Сретна будућност“, а чије активности су под надзором.
4. Фондација „Беневоленс интернешнел“ и „Босанска идеална футура“. Организација је забрањена 28. децембра 2008. године.
5. „Таибах интернешнел“ (огранак Таибах интернешнел ејд асосијејшн) Организација је забрањена 28. децембра 2008. године.

### Међународни терористи
1. Сафет Дургути (Албанац рођен у Ораховцу 10. мај 1967) који је држављанство Федерације БиХ добио у Травнику 20. октобра 2005. Сафет Дургути је радио као исламски учитељ у исламској школи при џамији Елци Ибрахим паша у Травнику, а оптужен је да је вођа и оснивач Исламске фондације „Ал харамејн“ која је означена као исламска терористичка организација.
2. Наџиб Бен Мухамед Бен Салем Ал Ваз је оптужен као сарадник Исламске фондације „Ал харамејн“ из Травника.